# Starzno
Starzno (deutsch Starsen) ist ein Dorf in der Landgemeinde (Gmina) Koczała (Flötenstein)  in der polnischen Woiwodschaft Pommern. Es gehört zum Powiat Człuchowski (Schlochauer Kreis).

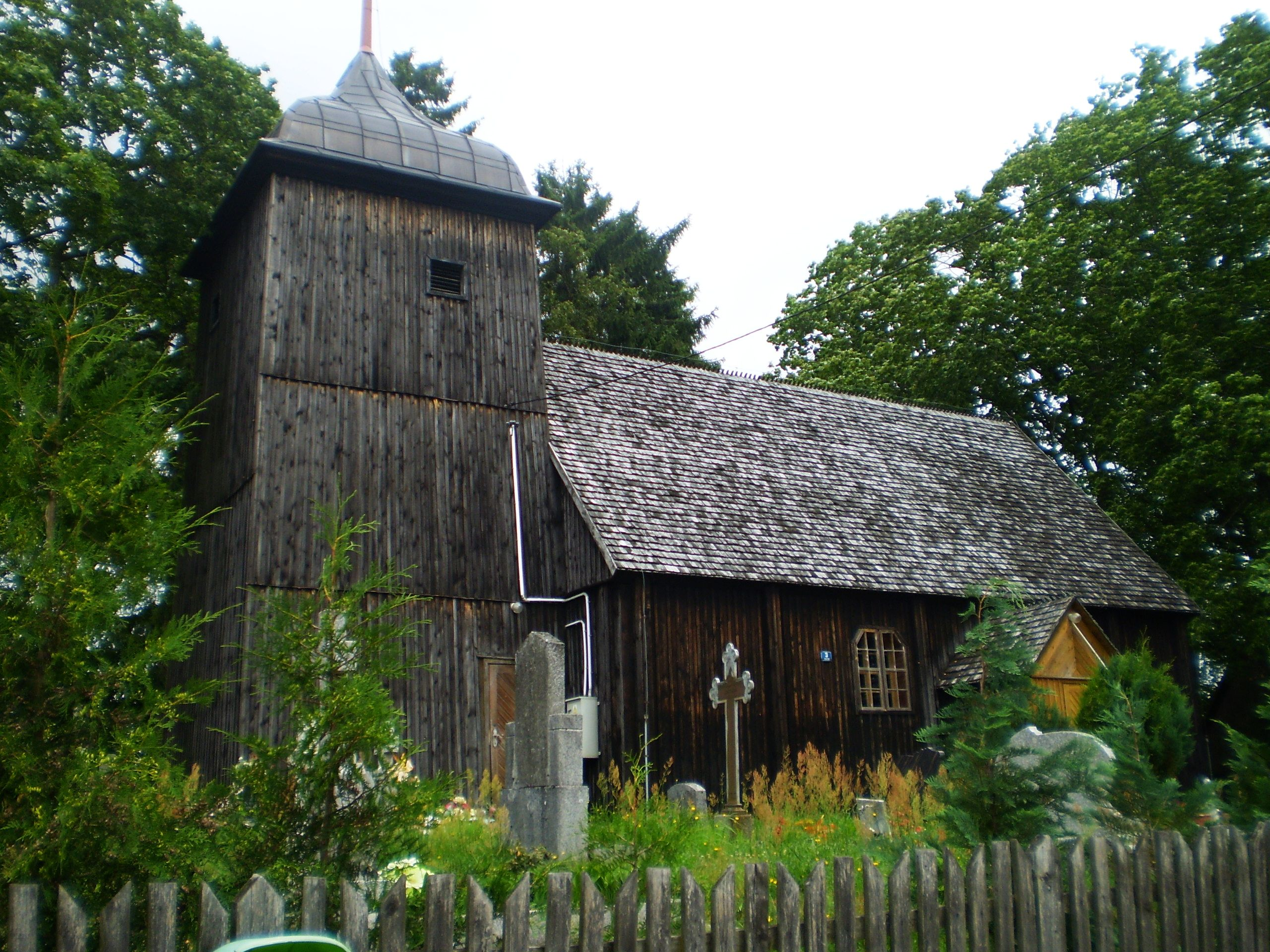
Nikolaikirche

## Geographische Lage
Das Dorf liegt in der Landschaft Westpreußen am Südufer des Starsen-Sees, westlich des Deeper Sees, an der Grenze zu Hinterpommern, etwa acht Kilometer südöstlich der hinterpommerschen Stadt Miastko (Rummelsburg) und neun Kilometer nördlich von Koczała (Flötenstein).
Zum Dorf gehörten die drei Wohnplätze Engsee, Schulzenwalde und Starsen. Der Wohnplatz Engsee, früher ein Rittergut, liegt in der Nähe des Westufers des Deeper Sees, etwa drei Kilometer südöstlich des Dorfkerns, der Wohnplatz Schulzenwalde, früher Sitz einer Oberförsterei, zwei Kilometer südöstlich von Engsee.

## Geschichte
Das Dorf befand sich im 18. und 19. Jahrhundert im Besitz des preußischen Königshauses. Der benachbarte Gutsbezirk Engsee, östlich davon, der erst seit Ende des 16. Jahrhunderts bestand, wurde am 30. September 1928 nach Starsen eingemeindet.
Im Jahr 1945 gehörte Starsen zum Landkreis Schlochau im Regierungsbezirk Grenzmark Posen-Westpreußen der preußischen Provinz Pommern des Deutschen Reichs. Das Dorf war Sitz des Amtsbezirks Starsen.
Gegen Ende des Zweiten Weltkriegs besetzte im Frühjahr 1945 die Rote Armee die Region. Nach Kriegsende wurde der Kreis Schlochau mit Starsen zusammen mit Westpreußen und Hinterpommern  – militärische Sperrgebiete ausgenommen – seitens der sowjetischen Besatzungsmacht der Volksrepublik Polen zur Verwaltung unterstellt. Von der polnischen Behörde wurde das Dorf nun unter der Bezeichnung „Starzno“ verwaltet. In der Folgezeit wurde die einheimische Bevölkerung von der polnischen Administration aus dem Kreisgebiet vertrieben.

### Demographie
| Jahr | Einwohner | Anmerkungen |
| ---- | --------- | --- |
| 1786 | –         | königl. Dorf, mit 15 Feuerstellen (Haushaltungen), ohne das Vorwerk Engsee mit zwei Feuerstellen                                       |
| 1864 | 255       | davon 213 im königl. Dorf (30 Evangelische, 183 Katholiken) und 42 auf dem Rittergut Engsee (41 Evangelische, eine katholische Person) |
| 1910 | 260       | davon 213 im Dorf und 47 im Gutsbezirk Engsee                                                                                          |
| 1925 | 276       | davon 76 Evangelische und 200 Katholiken; nach anderen Angaben 192 Einwohner                                                           |
| 1933 | 251       | [ 10 ] |
| 1939 | 250       | [ 10 ] |